# 世界史専門塾 ゆげ塾
世界史専門塾 ゆげ塾（せかいしせんもんじゅく　ゆげじゅく）は東京都豊島区池袋を本拠とする日本の世界史専門予備校。

## 概要
早稲田アカデミーで2002年から2007年まで教鞭をとっていた弓削寛修によって「ヘッポコゆげ世界史義塾」として2007年に池袋で創業された。2009年に現在の名称に改称。
池袋の校舎で対面授業のほか、Zoomを用いたオンライン授業並びにサブスクリプションサービスとしてYouTubeで動画配信を行っている。
世界史のみならず歴史総合を通して歴史教育全般についての寄稿なども行っている。

## 事業

### 対面授業
東京池袋の校舎にて毎週土曜日に開催されている。ただし、大学入試共通テストが開催されている場合休校となる。

### 遠隔授業
Zoomを通したオンライン授業である。演習授業・論述授業は不定期開催である。

### 動画配信・サブスクリプション
Wixを通して授業動画を販売している。またYouTubeのメンバーシップ機能で授業動画の配信を行っている。また池袋で行われている対面授業を期間限定で生放送および無料配信している。

## 出版
- ゆげ塾の構造がわかる世界史
- 中国とアラブがわかる世界史
- 構造がわかる世界史

他多数